# Fantômette au carnaval
Fantômette au carnaval est le 4e roman de la série humoristique Fantômette créée par Georges Chaulet.
Le roman, publié en septembre 1963 dans la Bibliothèque rose des éditions Hachette, comporte 187 pages. Il évoque l'enquête faite par Françoise, Ficelle et Boulotte face à un plan du Furet pour commettre un attentat lors du carnaval de Framboisy.

## Notoriété
De 1961 à 2000, les ventes cumulées des titres de Fantômette s'élèvent à 17 millions d'exemplaires, traductions comprises.
Le roman Fantômette au carnaval a donc pu être vendu à environ 200 000 exemplaires.
Comme les autres romans, il a été traduit en italien, espagnol, portugais, en flamand, en danois, en finnois, en turc, en chinois et en japonais.

## Personnages principaux
- Personnages « gentils » récurrents 
  - Françoise Dupont / Fantômette : héroïne du roman.
  - Ficelle : amie de Françoise et de Boulotte.
  - Boulotte : amie de Françoise et de Ficelle.

- Personnages « méchants » récurrents
  - Le Furet : bandit et chef de bande.
  - Prince d'Alpaga : complice du Furet.
  - Bulldozer : complice du Furet.

- Autres personnages importants
  - Annie Barbemolle : amie des trois précédents, fille de M. Barbemolle.
  - Barnabé Barbemolle : directeur d'usine à Framboisy.
  - M. Mastock : directeur de la maison d'arrêt de Framboisy.
  - Pivoine : adjudant-chef de la gendarmerie de Framboisy.

## Résumé
Remarque : le résumé est basé sur l'édition cartonnée non abrégée parue en 1963 en langue française.
- Mise en place de l'intrigue (chapitres 1 à 6)

Alors que les habitants de Framboisy préparent activement le carnaval qui va se dérouler du vendredi 13 mars au dimanche 15 mars, Fantômette aide M. Barbemolle, directeur d'usine de la manufacture de mirlitons, à faire arrêter le Furet, Alpaga et Bulldozer qui voulaient voler la caisse de la manufacture. Alors qu'Alpaga et Bulldozer ont été arrêtés et placés en maison d'arrêt, le Furet est parvenu à échapper.
Le Furet a fait passer à ses complices une scie égoïne en leur demandant de scier les barreaux de la maison d'arrêt le premier jour du carnaval. Le samedi 14 mars, alors que le corso et le cortège des chars traverse la ville, le Furet, qui s'est déguisé en bagnard, place une échelle contre le mur d'enceinte de la prison. Il invite Alpaga et Bulldozer à quitter leur cellule et à le rejoindre. Les deux complices s'habillent aussi avec les habits de bagnards que le Furet a apportés et descendent le mur, sous les applaudissements du public qui croit à un spectacle par des comédiens. Fantômette, qui a assisté à la manœuvre, suit le trio. Peu après, elle apprend en espionnant les bandits que le Furet a un plan pour se venger de M. Barbemolle.
- Aventures et enquête (chapitres 7 et 8)

Fantômette prévient l'adjudant Pivoine que les trois bandits ont trouvé asile à l'Hôtel-du-Chat-qui-louche. Par suite de l’incompétence du gendarme, le Furet n'est pas capturé. Face à cet échec, Fantômette fait sa propre enquête et retrouve assez facilement la bande. Toutefois, le Furet parvient à capturer l'aventurière et la ligote. Les bandits quittent leur repaire, non sans avoir nargué Fantômette en évoquant un plan qui va « secouer » la ville.
Le projet du Furet est de faire exploser la grand'place en faisant sauter une conduite de gaz située sous la place. Après plusieurs heures de travail, le Furet et ses complices font un trou dans la conduite de gaz. Plus tard, quand ils regagnent leur repaire, ils retrouvent Fantômette attachée et entendent un grand « boum », signe que selon eux la conduite de gaz a explosé. Toutefois, la jeune justicière éclate de rire.
- Dénouement et révélations finales (chapitre 9 et épilogue)

En réalité, Fantômette s'était libérée de ses liens et, pendant l'intervention des bandits, avait détourné le gaz de sa conduite normale pour y faire couler de l'eau. Le grand « boum » entendu par les bandits n’était que l'explosion du « roi Carnaval » que l'on a fait brûler et qui contenait des pétards. Puis la jeune fille est revenu au repaire des bandits qui s'apprêtent à lui faire passer un mauvais moment.
C'est alors que surgissent les gendarmes qui, alertés par Fantômette, viennent arrêter le trio. Le Furet parvient une nouvelle fois à s'enfuir et va chercher asile dans la manufacture de mirlitons de M. Barbemolle. Poursuivi par Françoise, Ficelle, Boulotte et Annie, toutes quatre déguisées en Fantômette, un combat s'engage entre le bandit et les jeunes filles, qui finissent par maîtriser le bandit en l’assommant à coup de confettis.